# هار یا هر
هار (همچنین Hávi ؛ در اساطیر نورس قدیم به معنی بالا) و هر ( در اسکاندیناوی قدیم : به معنی یک چشم آمده است) که این نام ها از جمله نام های اودین است. در کتاب نثر ادا Hár ("بالا")  به عنوان یکی از چهره های سه گانه افسانه ای (در کنار Jafnhárr "برابر بالا" و Þriði "سوم") نشان می دهد که به سوالات پرسیده شده توسط گانگلری پاسخ می دهد.

## نام
نام Hár در زبان نورس باستان / ایسلندی به معنای "بالا" یا "یگانۀ بالا" است.  که سر منشأ آن از شکل پیشین نورس *hauhaʀ می باشد.  در شعر ادیک Hávamál (آواز های Hávi)، اودین نام Hávi را به عنوان گونه‌ای از نام Hár برگزیده است .  بر اساس فهرست موجود در Völuspá ("پیشگویی از Völva ")، Hár همچنین نام یک کوتوله دورف به شمار میرود. 
منشا نام Hárr نامشخص است.  تعدادی از محققان، از جمله Jan de Vries ، EOG Turville-Petre و Vladimir Orel نظریه خویش را ارائه داشته و این نام را به عنوان "یک چشم" ترجمه کنند.  این کلمه ممکن است استخراجی از زبان نیا-نورس باشد که فرم بازسازی باز سازی شده آن Haiha-hariʀ میشود، به معنی ( 'قهرمان یک چشم')، که ترکیبی از کلمه haihaz از زبان نیار ژرمنی (پروتو-ژرمنی) است. کلمه * haihaz معنی یک چشم بوده که میتوانید برای معلومات بیشتر مراجعه کنید به (هایه های گوتیک "یک چشم").  در منشا پروتو-هندو اروپایی نیز caecus که در لاتین به معنی ("کور") است و در زبان ایرلندی قدیمی caech به معنی ("یک چشم") پیشنهاد شده است.  از سوی دیگر معنی Hárr به (موجوی هولناک با موهای خاکستری و ریش ) ترجمه شده است و یا به عنوان یک شکل صفت برای تکواژه HAR که معنی آن ( 'بالا یکی') است، تعریف گردیده است. 

## گواهینامه ها
در گیلفاگینینگ (به معنی فریبنده گیلفی)، شاه گیلفی ، به شکل مرد کهن سالی به اسم گانگلری، برای بازدید از مکان خدایان آسگارد Ásgard ظاهر میشود. اما آسیریا اِزیر (یکی از خدایان) که سفر او را پیش‌بینی نموده بود، یک مکان خیالی و غیر واقعی برای او میسازد طوری که گیلفی فکر می‌کند به سالن بزرگی می‌رسد که در آنجا با سه فرد مهم چون Hár ("بالا")، Jafnhárr ("به یک اندازه بلند") و Þriði( 'سوم') مقاقات میکند. سپس گانگلری از این سه فرد مهم سوالاتی در رابطه به هویت خدایان یا پیدایش و بوجود آمد کیهان می پرسد. پاسخ ها به سوالات شاه گیلفی معمولاً توسط Hár و بعضی اوقات با تاکید و افزودن بعضی موارد از جانب Jafnhárr یا Þriði ارائه شد. سرانجام گانگلری (شاه گیلفی) در مورد راگناروک (پایان جهان یا فرجام خدایان و یا نبرد پایانی) و عواقب آن می پرسد، سپس صدایی بلند میشنود و ناگهان سالن ناپدید می شود. 
نوعی دیگر از Hár, Hávi, در شعر Hávamál به معنی (سرود عالی‌جناب) به چشم میخورد که ( «کلمات Hávi به معنی [اعلی یا یگانه والا مقام]» به عنوان یکی از نام های اودین ظاهر میشود . 

## همچنین ببینید
- بالا، به همان اندازه بالا، و سوم
- لیست اسامی اودین

### کتابشناسی - فهرست کتب
- de Vries, Jan (1962). Altnordisches Etymologisches Worterbuch (1977 ed.). Brill. ISBN 978-90-04-05436-3.
- Kershaw, Priscilla K. (1997). The One-eyed God : Odin and the (Indo-)Germanic Männerbünde. Monograph Series. Vol. 36. Journal of Indo-European Studies. ISBN 978-0941694742.
- Lindow, John (2002). Norse Mythology: A Guide to Gods, Heroes, Rituals, and Beliefs (به انگلیسی). Oxford University Press. ISBN 978-0-19-983969-8.
- Orchard, Andy (1997). Dictionary of Norse Myth and Legend (به انگلیسی). Cassell. ISBN 978-0-304-34520-5.
- Orel, Vladimir E. (2003). A Handbook of Germanic Etymology (به انگلیسی). Brill. ISBN 978-90-04-12875-0.
- Turville-Petre, Gabriel (1964). Myth and Religion of the North: The Religion of Ancient Scandinavia (به انگلیسی) (1975 ed.). Holt, Rinehart and Winston. ISBN 978-0837174204.